# Isabelle Le Boulch
Isabelle Le Boulch (* 29. Dezember 1964 in Pluméliau) ist eine ehemalige französische Fußballspielerin, Vereinsfunktionärin und Trainerin. In allen Funktionen war sie im Erwachsenenbereich nur für einen einzigen Verein, Chaffoteaux Sports (später Stade) Saint-Brieuc, tätig.

## Vereinskarriere
Ab wann und bei welchem Verein die in der Nähe von Pontivy im Département Morbihan geborene Isabelle Le Boulch mit dem Fußballspielen begonnen hat, ist den vorliegenden Quellen nicht zu entnehmen; in ihrer Jugend hatte sie auch Leichtathletik betrieben und sich dabei auf die Mittelstrecken kapriziert. Ab 1982, als 17-Jährige, spielte sie jedenfalls für die Frauenelf von Chaffoteaux Sports Saint-Brieuc im Norden der Bretagne, und für diesen Klub blieb sie bis in ihr fünftes Lebensjahrzehnt hinein aktiv.
Saint-Brieucs Frauen spielten seit dem Beginn der 1980er Jahre regelmäßig um die seinerzeit noch in einem Endrundenturnier ermittelte Landesmeisterschaft mit, erreichten dabei aber erstmals in der Spielzeit 1986/87 das Halbfinale. Dies gelang ein Jahr später erneut, und in der Saison 1988/89 schaffte der CSSB es nicht nur bis in das Endspiel, sondern sicherte sich auch den Meistertitel. Während der regulären Spielzeit hatten die Stürmerinnen Le Boulch und die vor Saisonbeginn neu zum Verein gekommene Françoise Jézéquel ihre Farben zwei Mal in Führung geschossen, aber Florence Rimbault vom Endspielgegner ASJ Soyaux konnte jeweils ausgleichen. So benötigte Saint-Brieuc ein Elfmeterschießen, um die Meisterschaftstrophäe in seinen Besitz zu bringen. In den folgenden beiden Jahren überstand die Frauschaft jeweils das Viertelfinale nicht, aber 1991/92 – dies war das letzte Jahr, in dem die französische Meisterschaft in einem Endspiel entschieden wurde – stand Le Boulch erneut im Finale. Und erneut gelang ihr darin einer der beiden Treffer des CSSB, der aber bloß noch kosmetischen Wert besaß, weil der Juvisy FCF bereits mit 3:0 in Führung gelegen hatte.
Als der französische Fußballverband anschließend eine landesweite, zwölf Frauenteams umfassende erste Liga (Championnat National 1 A) einrichtete, gehörte der CS Saint-Brieuc dazu und blieb während der folgenden zehn Jahre, in denen Isabelle Le Boulch für den Verein – ab 1999 unter dem Namen Saint-Brieuc FF, ab 2003 als Stade Briochin – stürmte, auch durchgehend darin vertreten. Die Bretoninnen schlossen dabei überwiegend auf Plätzen in der oberen Tabellenhälfte ab und gehörten meist auch zu den torhungrigsten Teams der Liga. Beste Platzierung war ein dritter Rang 1996/97 hinter Juvisy und dem Toulouse OAC.
Bei der ersten Austragung des Frauenpokalwettbewerbs in der Saison 2001/02 war es Isabelle Le Boulch, die im Viertelfinale beide Treffer gegen den FCF Monteux erzielte und damit für das Weiterkommen der Blau-Gelben sorgte. Im Halbfinale musste sich Saint-Brieuc dann allerdings den Frauen des FC Lyon mit 2:3 beugen.
Gleich danach beendete die mittlerweile 37-Jährige ihre Karriere, spielte allerdings bis 2005 noch im Reserveteam und war zeitweise auch Vereinspräsidentin. Ab der Saison 2008/09 arbeitete sie als Cheftrainerin der Erstligafrauen von Stade Saint-Brieuc, deren erfolgreichste Torschützin die 19-jährige Eugénie Le Sommer war. Isabelle Le Boulch lief in dieser Zeit gelegentlich auch noch selbst für das dritte Team des Vereins auf.

## In der Nationalelf
Zwischen Mai 1985 und April 1992 hat Isabelle Le Boulch insgesamt 27 A-Länderspiele für Frankreich bestritten und darin acht Treffer erzielt. Nach ihrem Debüt, einer 0:4-Niederlage gegen Schweden, dauerte es allerdings eindreiviertel Jahre, ehe Nationaltrainer Francis Coché sie im Frühjahr 1987 in drei Spielen erneut einsetzte. Darunter war auch eine Begegnung gegen die Schweiz, in der sie ihr erstes Tor im blauen Nationaldress schoss.
Erst ab Mai 1988 und unter Cochés Nachfolger Aimé Mignot wurde die Bretonin zur Stammspielerin – allerdings mit einer zwölfmonatigen Unterbrechung während der Saison 1989/90 – und schoss sieben weitere Tore. In zwei Spielen mit den Bleues erzielte sie sogar jeweils zwei Treffer: 1991 bei einem 3:1 gegen Japan und 1992 beim 6:1 gegen die Elfenbeinküste, was zugleich ihr letztes Länderspiel war. Außerdem gelangen ihr im Nationaldress zwei Tore mit nur 24 Stunden Abstand, als Frankreich im April 1990 bei einem Turnier im bulgarischen Schumen zunächst gegen China und am Tag darauf gegen die Sowjetunion antrat.
An einer der Europameisterschaftsendrunden jener Jahre (1987, 1989 oder 1991) hat sie nicht teilgenommen, weil die Französinnen sich für keine davon qualifizierten. Auf Kontrahentinnen aus den deutschsprachigen Ländern ist sie nur in drei Partien getroffen: außer dem 1987er Spiel gegen die Schweiz kam sie auch bei den beiden 0:2-Niederlagen von 1987 und 1991 gegen Deutschland zum Einsatz.

## Palmarès
- Französische Meisterin: 1989 (und Vizemeisterin 1992)
- Französischer Pokal: Halbfinalistin 2002
- 27 A-Länderspiele, 8 Tore für Frankreich